# Panna Fifi (nowela)
Panna Fifi (Mademoiselle Fifi) – nowela patriotyczna Guya de Maupassanta opublikowana po raz pierwszy w 1882 roku w zbiorze o tym samym tytule. Jej akcja toczy się w czasie wojny prusko-francuskiej (1870-1871).

## Treść
Grupa niemieckich oficerów stacjonuje we francuskim zamku Uville. Ponieważ działania wojenne ustały, oficerowie walczą z nudą. Jeden z nich, mały blondyn, znany z okrucieństwa wobec podwładnych i wrogów oraz ekscentrycznych zachowań – Wilhelm von Eyric, często używający francuskiego zwrotu fi fi donc (pol. a więc fi fi), zwany przez kolegów „Mademoiselle Fifi”, proponuje urządzić zabawę z udziałem francuskich kobiet. Pomysł ten aprobują koledzy i komendant – major von Falsberg. Wkrótce potem impreza się rozpoczyna. Do zamku przyjeżdżają francuskie prostytutki, a oficerowie upojeni winem są wobec nich coraz bardziej brutalni. Prostytutki cierpliwie to znoszą, gdyż są przyzwyczajone do brutalnego traktowania przez klientów. Kiedy jednak Prusacy zaczynają kpić sobie z Francji, francuskiej armii i francuskich kobiet, jedna z nich, Rachela, mająca żydowskie pochodzenie, zdecydowanie protestuje. Wilhelm von Eyric uderza ją kilkakrotnie w twarz, wtedy ona przebija go nożem i ucieka przez okno. Prusacy podejmują poszukiwania morderczyni, jednak bezskuteczne. Schronienia udzielił jej patriotycznie nastawiony proboszcz z miejscowej parafii.